# Solenoptera scutellata
Solenoptera scutellata là một loài bọ cánh cứng trong họ Cerambycidae.